# Teplo
Teplo (Q – calorique – Kalorika) (dříve nebo v pozměněném smyslu tepelná energie) je termodynamická veličina vyjadřující míru změny vnitřní energie, jejíž podstatou není ani práce {\displaystyle \sum _{i}A_{i}\cdot \mathrm {d} a_{i}} (elementární práce je rovna obecné síle skalárně násobené obecným posunutím), ani tzv. chemická práce {\displaystyle \sum _{i}\mu _{i}\cdot \mathrm {d} N_{i}} (chemický potenciál krát změna množství látky). Teplo systém vyměňuje (tj. přijímá nebo odevzdává) s jiným systémem jiné teploty, se kterým je v tepelném styku (tedy rozhraní mezi nimi je diatermického charakteru, tj. nepředstavuje tepelnou izolaci); hovoříme o tepelné výměně.
Teplo popisuje procesy, v nichž se odehrává spousta chaotických „mikroprací“, tj. srážek jednotlivých částic, které přímo nemůžeme sledovat ani měřit. O práci mluvíme, když způsobenou změnu energie můžeme vyjádřit jako součin veličin: síla krát posunutí, např. tlak krát změna objemu, napětí krát přenesený náboj (náboj = proud krát doba) apod.
U tepla se změna energie jako součin jiných přímo měřitelných veličin vyjádřit nedá; pro systém v rovnováze jde o součin teplota krát přírůstek entropie.
Teplo je dějovou fyzikální veličinou popisující termodynamický děj (posloupnost stavů systému), nikoli veličinou stavovou, popisující stav jediný.
Jednotky tepla jsou shodné s jednotkami energie a práce.
Měřením tepla se zabývá kalorimetrie; teplo se měří kalorimetrem.
Šířením tepla bez konání práce se zabývá termokinetika, tepelnými ději obecně termodynamika.

## Fyzikální podstata a definice tepla
Podle kinetické teorie se při tepelné výměně předává energie pohybu částic, z nichž se skládá jak systém teplo odevzdávající, tak systém teplo přijímající, a to neuspořádaně. Zejména u látek v kondenzovaném stavu je nutno uvažovat vedle kinetické energie částic i energii jejich vzájemných interakcí a vazeb. Tepelná výměna nemusí být spojena se změnou teploty, mění-li se fáze látky – hovoříme pak o latentním teple.
Tepelná výměna přímo nesouvisí s předáváním částic mezi systémy, změnou jejich chemické podstaty, ani změnami pohybového stavu systémů či „vnější“ potenciální energie systémů. Změny tepla mohou být sice formálně ekvivalentní určité mechanické práci nebo kinetické energii částic (vibrační, translační, rotační), atp., nejsou však s nimi identické a fyzikálně se od nich fundamentálně liší. Tento rozdíl se zvláště názorně projevuje ve spektroskopii.
Definice tepla však nevylučuje tepelné děje při současném konání práce. V souladu s 1. termodynamickým zákonem je teplo (systémem přijaté) při tepelné výměně rovno změně (zvýšení) vnitřní energie systému zvýšené o (systémem vykonanou) práci (kurzívou je v předchozí větě vyznačeno, kdy se daná změna bere za kladnou).
Přeměnu mechanické práce na teplo a naopak vysvětluje kinetická teorie jako přeměnu kinetické energie uspořádaného pohybu na kinetickou energii neuspořádaného pohybu částic a naopak. Fyzikálně se fundamentální rozdíl mezi „neuspořádaným“ a „uspořádaným“ pohybem částic projevuje např. ve spektroskopii. Zatímco tepelnému pohybu odpovídá šum, charakterizovaný určitou (širokospektrální) distribuční funkcí, mechanickému pohybu (např. vibračnímu) odpovídají určité ostré spektrální čáry.
Podle překonané fluidové teorie tepla byla podstatou tepla substance - fluidum (zvané calor, calorique apod.) a teplo bylo množství tohoto fluida v látce. Tato představa
plně vyhovuje tam, kde neprobíhají chemické reakce a nevyměňuje se práce s okolím (např. v kalorimetrii).
Pro tepelné stroje vyhovuje jen kvalitativně, nikoli však kvantitativně: práce se podle ní koná tím, že tepelné fluidum přechází z místa s vyšší teplotou do místa s nižší teplotou, podobně jako voda v řece může konat práci tím, že přechází z vyšší polohy do nižší. Podle fluidové teorie však přitom fluida neubývá, zatímco měření ukazuje, že „fluida ubude“ právě tolik, kolik práce se vykoná. Toto vyjadřuje
první zákon termodynamiky. S tímto vědomím je fluidová teorie cenná i dnes svou názorností. Názorně vystihuje zejména přenos tepla (kalorimetrická rovnice) a objasňuje přirozenou roli Laplaceovy rovnice a Poissonovy rovnice v těchto dějích, v analogii s teorií tekutin.
Zdůrazněme, že
- o teple i práci má smysl mluvit zejména v souvislosti se změnami těchto veličin, a zpravidla nikoli při popisu stavu. Přesný fyzikální smysl tedy nemají výroky typu „Po zahřátí je v tělese více tepla“ (obvykle správněji lze říci, že „těleso má po zahřátí více vnitřní energie“);
- pojem práce (a tím i tepla) má přesný smysl jen pro systém v rovnováze (není-li v rovnováze, nemusí jít např. definovat všude stejný tlak, a tím ani práci {\displaystyle -p\mathrm {d} V}).

Matematicky i fyzikálně přesněji se jedná o otázku, zda teplo lze v dané situaci považovat za úplný diferenciál (totální), nebo jen tzv. parciální diferenciál. Parciální diferenciál tepla lze převést v diferenciál totální pomocí vynásobení určitým, tzv. integračním faktorem, toto tvrzení je součástí 2. principu termodynamiky. V případě tepla je tímto integračním faktorem reciproká teplota {\displaystyle (1/T)}.
Je třeba rozlišovat dvě různé veličiny: teplo, které popisuje změnu energie tělesa provedenou jistým konkrétním způsobem (dějová veličina), a teplota, která popisuje stav tělesa (stavová veličina). Stavovou veličinou popisující tepelnou výměnu je entropie.

## Značení a jednotky
- Značka: Q
- Hlavní jednotka SI: joule, značka „J“
- Další jednotky: viz práce

### Znaménková konvence
Znaménko hodnoty tepla označuje, zda jde o teplo přijaté nebo vydané. Dříve se brala kladně odebraná práce {\displaystyle \Delta W} a dodané teplo {\displaystyle \Delta Q} (z „filosofie parních strojů“), takže zákon zachování energie pro uzavřený cyklus zněl {\displaystyle \Delta W=\Delta Q}, práce při stlačení plynu byla {\displaystyle \delta W=p\mathrm {d} V}. Moderněji se bere kladně veškerá dodaná energie (což je jediná možnost např. v případech, kdy má přenos energie obojí charakter, třeba polarizovaným světlem) a zákon zachování zní {\displaystyle \Delta W+\Delta Q=0}, práce při stlačení plynu je {\displaystyle \delta W=-p\mathrm {d} V}.

## Výpočet
Množství tepla {\displaystyle Q} přijatého fyzikálně (skupenství) a chemicky homogenním systémem souvisí se vzrůstem teploty {\displaystyle \Delta T} vztahem
{\displaystyle Q=mc\Delta T\,},
kde {\displaystyle m} je hmotnost systému, {\displaystyle c} je jeho měrná tepelná kapacita, {\displaystyle \Delta T} je rozdíl počáteční teploty {\displaystyle T_{1}} a koncové teploty {\displaystyle T_{2}} (tzn. {\displaystyle \Delta T=T_{2}-T_{1}}). Tepelná kapacita {\displaystyle c} může záviset na teplotě, proto se vztah uvádí v diferenciálním tvaru:
{\displaystyle \delta Q=mc\mathrm {d} T\,},
kde {\displaystyle \delta Q\,} značí, že se u tepla nejedná o totální diferenciál.

## Měření
Měřením tepla se zabývá kalorimetrie. Základem kalorimetrických úvah je zákon zachování energie, jehož znění vyjadřuje tzv. kalorimetrická rovnice.

## Příbuzné veličiny
Teplo potřebné k ohřátí předmětu o jeden teplotní stupeň se nazývá tepelná kapacita C tohoto předmětu. Teplo potřebné k ohřátí jednoho kilogramu látky o jeden teplotní stupeň se nazývá měrná tepelná kapacita (měrné teplo) c této láky. Teplo potřebné k ohřátí jednoho molu látky o jeden teplotní stupeň se nazývá molární tepelná kapacita (molární teplo) této látky. Vždy je potřeba ještě upřesnit děj, při jakém se látka ohřívá (např. měrná tepelná kapacita plynu za stálého objemu cV či za stálého tlaku cp).

## Šíření tepla
Šíření tepelné energie z jednoho místa na druhé může probíhat vedením, prouděním nebo zářením (sáláním).

## Historie
Původně teplo popisovala v 17. století flogistonová teorie. V 18. století pak kalorická teorie tvrdící, že jde o jakousi tepelnou tekutinu. Ta byla v 19. století nahrazena mechanistickou teorií.